# Scarabea – Wieviel Erde braucht der Mensch?
Scarabea – Wieviel Erde braucht der Mensch? ist ein 1968 gedrehter, deutscher Film, die erste Kinospielfilmregie von Hans Jürgen Syberberg. Die Hauptrollen sind mit Walter Buschhoff und Nicoletta Machiavelli besetzt.

## Handlung
Der erfolgsverwöhnte und gierige deutsche Geschäftsmann G. W. Bach macht gerade Ferien auf Sardinien, als er im Hochgebirge mit zwei Einwohnern eine Wette abschließt, die ihm nur allzu verlockend erscheint. Ihm wird versprochen, dass er so viel Land besitzen solle, wie er imstande ist, an einem Tag zu umgehen. Bach glaubt, den Deal seines Lebens machen zu können und rennt los. Er wandert und wandert, stets die Aussicht auf geschenktem Großgrundbesitz im Blick. Ein einheimisches, wunderschönes Mädchen namens Scarabea begleitet und fotografiert ihn bei seiner Wanderung. Auf diesem Rundgang hat der Deutsche ebenso phantastische und beeindruckende wie auch bedrückende Begegnungen und Erlebnisse, aber auch merkwürdige Visionen.
Fragen seiner eigenen Existenz, seines bisherigen Lebens, werfen sich auf. Gegen Ende seines körperlichen Kraftaktes wird sein Ehrgeiz immer geringer, die Raffgier schwindet gegenüber tiefergehender Erkenntnis. Stets ist die blühende Schönheit Scarabea fleischgewordener Antrieb seines Erkenntnisgewinns. Und dennoch ist Bach letztlich nicht imstande, abzubrechen, einfach aufzuhören. Während er um seinen erhofften Gewinn rennt, bereiten die Sarden bereits das große Schlachtfest vor, das anlässlich der sicheren Niederlage des Deutschen ausgerichtet werden soll. So gewinnt der Geschäftsmann zwar die Wette und dennoch hat er nichts davon. Denn kaum am Ausgangspunkt wieder angekommen, bricht Bach tot zusammen. Wie viel Erde braucht also der Mensch? Exakt so viel, wie für ein Erdloch ausgegraben werden muss, um jemanden darin zur ewigen Ruhe zu betten.

## Produktionsnotizen
Scarabea – Wieviel Erde braucht der Mensch? entstand im Frühjahr 1968 innerhalb von sieben Wochen vor Ort in Sardinien und wurde am 10. Januar 1969 uraufgeführt. Aufgrund mannigfaltiger „Ekelszenen“ (wie z. B. Schlachten und Ausnehmen von Tieren) wurde der Film von der FSK erst ab 18 Jahren freigegeben.
Das Bundesinnenministerium in Bonn steuerte eine Drehbuchprämie von 300.000 DM bei. Die 24-jährige Italienerin Nicoletta Machiavelli, die kurz zuvor in dem starbesetzten Flower-Power- und Hippiefilm Candy mitgewirkt hatte, spielte als titelgebende Scarabea für eine Gewinnbeteiligung.
Hans-Jürgen Tögel war Syberbergs Regieassistent, Bodo Schwope Produktionsleiter. Für Rudolf Rhomberg bedeutete diese Produktion seine letzte Filmrolle; er starb Anfang Juni 1968.

## Kritiken
„Sehr frei nach Tolstoi wollte Syberberg die Geschichte einer makabren Wette vorführen, in die Bauern aus dem Burgenland einen bundesdeutschen Hotelier verstricken: Bei dem Versuch, alles Land zu gewinnen, das er auf einem Tagesmarsch umrunden kann, bricht er vor Erschöpfung tot im Ziel zusammen. Der prämiierte Stoff aber, so merkte Syberberg kurz vor Drehbeginn, war nicht abendfüllend und das Burgenland nicht der rechte Schauplatz. So verlegte Syberberg seinen Spielfilm-Kosmos nach Sardinien und bereicherte die Handlung um dokumentarisches Dekor: um ein folkloristisches Schlachtfest und um ein Fernsehteam, das nach "Sex, Crime, Violence" verlangt.“

„Auseinandersetzungen ist der 35jährige Regisseur Syberberg gewöhnt: da war sein filmischer Fernsehbericht ‚Kortner probt Kabale und Liebe‘, und dann kam das Porträt von Romy Schneider in Kitzbühel. (…) Die Bundesfilmprämie wurde ihm dann für die Produktion der ‚Grafen Pocci‘ zugesprochen. (…) Syberberg, der über Dürrenmatt promoviert hat, nahm für seinen ersten Spielfilm ein Thema von Tolstoi, verlegte es nach Sardinien, nahm nur vier Schauspieler und machte sich auf ins ehemalige Banditen-Territorium. Volk und Volksbräuche spielen mit. Makaber wird der Streifen sein, deutet der Regisseur an. (…) Die Bilder halten Zusammenhänge fest, die den Hauptakteur ins Verderben treiben. Kriminelle Fäden zwischen Fotografien und Fotografen sind seit ‚Blow Up‘ ein beliebtes Filmmotiv. Ziemlich neu ist das Gesicht aus Rom: Nicoletta Machiavelli bekam die dramatische Rolle, weil die ursprünglich vorgesehene Darstellerin ausfiel.“

In Filme 1965–70 ist folgendes zu lesen: „Tolstois Parabel vom Menschen, der seine Besitzgier mit dem Tod bezahlt, in einer phantasievoll gestalteten Geschichte von heute. Angesiedelt in der archaischen Landschaft Sardiniens, mischt sie Realität und Traum zu Ausdruckswerten teils faszinierender, teils schockierend-barbarischer Art.“
Im Lexikon des Internationalen Films heißt es: „Eine mit archaischen Landschaftsbildern, mythischen Traumvisionen und schockierenden Todesmetaphern überladene Parabel, die mit Methoden der dramatischen Konzentration und der assoziativen Verknüpfung experimentiert.“
Der Evangelische Film-Beobachter kommt zu folgendem Ergebnis: „Das Spielfilmdebut des 33jährigen Hans-Jürgen Syberberg gestaltet sich vor dem Hintergrund naiv-grausiger sardischer Bräuche als ein mittlerer Reinfall: Die Lücke zwischen Anspruch und Ausführung ist schwer zu übersehen. Ab 18 eventuell.“